# Čobin
Čobin (madž. Nemescsó, prekmursko Čoba) je vas na Madžarskem, ki upravno spada pod okrožje Kőszeg Železne županije. Tukaj sta delala Mihael Sever Vanečaj in Štefan Küzmič, slovenska pisatelja na Ogrskem. V naselju je bilo v 18. stoletju versko središče Slovencev evangeličanske veroizpovedi na Ogrskem.